# Pride Amsterdam

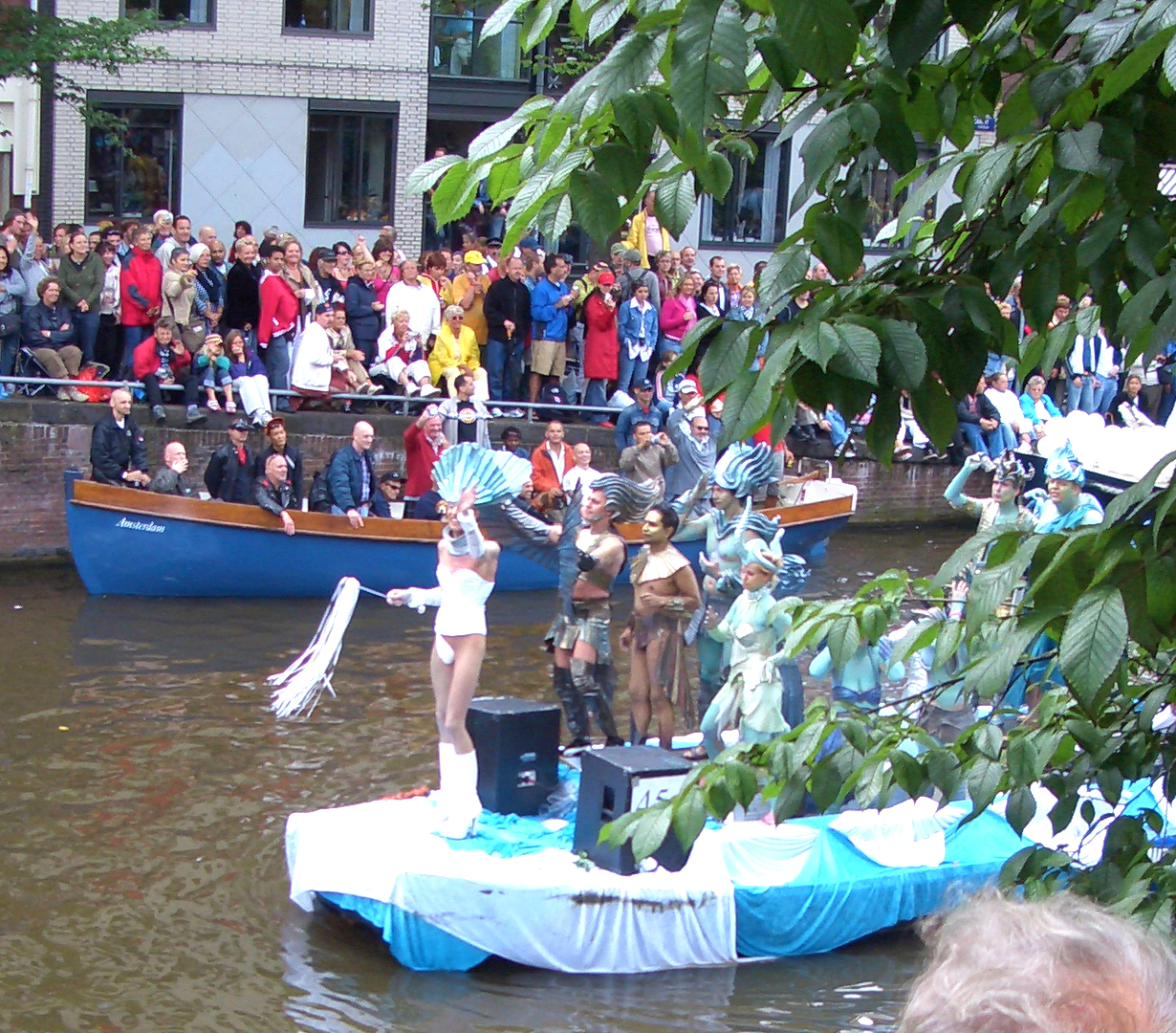
Gay Pride Amsterdam 2005

Der Pride Amsterdam, bis 2017 Amsterdam Gay Pride (AGP), ist ein jährlich am ersten Wochenende im August abgehaltenes Festival in der Innenstadt von Amsterdam für LGBT-Personen mit einer Vielzahl von Veranstaltungen. Höhepunkt der Pride Amsterdam ist der karnevalsartige Umzug der fantasievoll kostümierten oder auch spärlich bekleideten Teilnehmer in bunt geschmückten Booten durch die Grachten Amsterdams: die Canal Parade. Neben dem Koningsdag ist die Pride Amsterdam die größte Festveranstaltung in Amsterdam, die jedes Jahr Hunderttausende von Besuchern anzieht.
Bereits zu Beginn der 1990er Jahre entstand in Amsterdam die Idee zur Veranstaltung von Gay Games. Der damalige Gay-Games-Vorstand setzte sich mit Geschäftsleuten und Gastronomie in Verbindung, um eine Boten Parade (später: Canal Parade) zu organisieren. Im September 1995 wurde die Stiftung Gay Business Amsterdam (GBA) mit der Zielsetzung gegründet, zusammen mit anderen Organisationen und dem Gaststättengewerbe das kulturelle Leben in Amsterdam zu fördern und einen Beitrag zur Emanzipation für Homosexuelle in den Niederlanden zu liefern.
Der Pride Amsterdam ist dem Berliner Pride Festival (auch: „Berlin Christopher Street Day“ genannt) und der „Gay Pride Parade in Rio de Janeiro“ (mit einer Million Besucher 2010) ähnlich. Die „Gay Pride Parade in Rio de Janeiro“ ist wie der Pride Amsterdam eine Non-Profit-Organisation. Ursprünglich fehlte dem Pride Amsterdam jeglicher Protestcharakter, der eher bei anderen Pride-Veranstaltungen wie dem Roze Zaterdag (in den Niederlanden und dem flämischen Teil Belgiens) gepflegt wird. Inzwischen wird aber auch während des Pride Amsterdam politisch Stellung bezogen und Ausschreitungen gegen Homosexuelle angeklagt. Außerdem war eine deutlich kommerziellere Ausrichtung als in den Anfängen festzustellen, was aber durch mittlerweile veränderte Teilnahmebedingungen wieder beschränkt wurde.

## Geschichte
Eigentümer der Namen Amsterdam Pride, Pride Amsterdam und Canal Parade ist die GBA und durch das „Benelux Merkenburo“ gesetzlich geschützt. 1996 wurde die erste Canal Parade unter dem Namen Amsterdam Gay Pride gehalten.

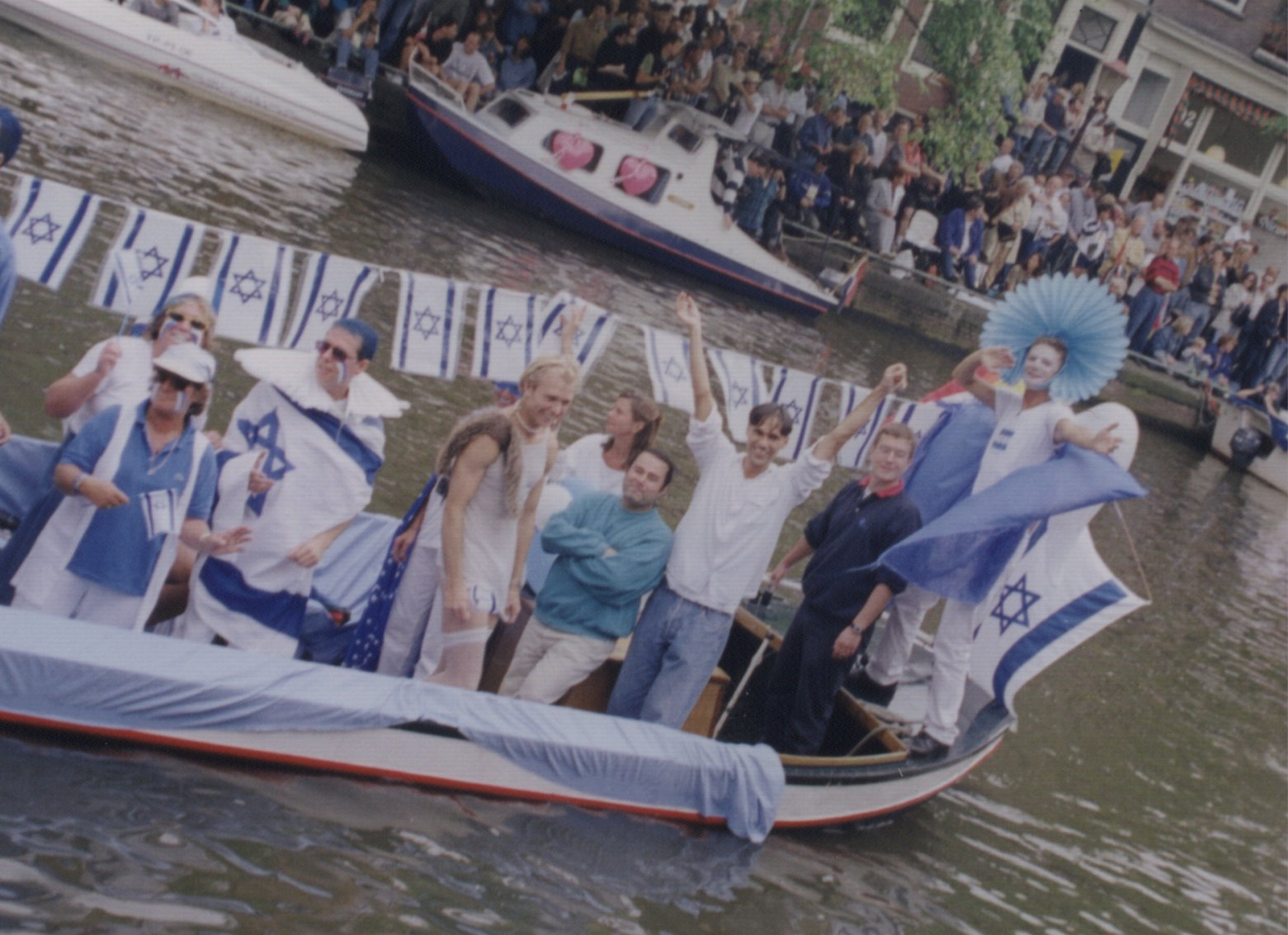
Amsterdam Gay Pride/Gay Games 1998

Einige Wochen vor der ersten Canal Parade hatten die Organisatoren der Veranstaltungen große Bedenken hinsichtlich der Durchführung des Festes. Es hatte nur wenige Anmeldungen gegeben und es bestanden starke Zweifel, ob genügend Zuschauer kommen würden. Trotz dieser Bedenken wurde die Parade durchgeführt. Einer der Organisatoren fuhr selbst der Parade voraus und meldete erstaunt an die Kollegen am Startpunkt, dass die Brücken voller Menschen seien, was zunächst als „schlechter Scherz“ (flauwe grap) aufgefasst wurde. Damit wurde die erste Bootsparade doch noch ein Erfolg. Mehr als 45 Boote und Kleinboote nahmen daran teil.
Von 1996 bis 2005 war das GBA der Hauptorganisator von Amsterdam Pride. Ab 2006 übernahm die gemeinnützige Stiftung ProGay die Organisation der Pride Amsterdam. Die Gemeinde Amsterdam verlängerte die Öffnungszeiten für Lokale, da es bisher während der Festivitäten keinerlei problematische Vorkommnisse oder gewaltsame Ausschreitungen gegeben hatte. Bis 24 Uhr konnte Musik auf der Straße gespielt und bis 1 Uhr durften Getränke, ebenfalls auf der Straße, ausgeschenkt werden. Die abschließende Beurteilung der Polizei war: „Das GBA ist eine professionelle Organisation, mit der sich gut zusammenarbeiten lässt und die sich an alle Absprachen hält“. Seit 2014 hat die „Stichting Amsterdam Gay Pride“ die Lizenz des Amsterdam Gay Pride übernommen und hielt auch die Lizenz zur Durchführung der EuroPride 2016.
Amsterdam Gay Pride kennzeichnet sich durch eine Vielzahl von Aktivitäten, deren abschließender Höhepunkt die Canal Parade ist. Meistens beginnt sie am Westerdok und führt weiter durch die Prinsengracht, Amstel, Zwanenburgwal, Oudeschans und Oosterdok. Der Name Amsterdam Gay Pride war die offizielle Bezeichnung der Veranstaltungen und wurde 2017 duurch Pride Amsterdam ersetzt. In Pressemitteilungen und Internetinformationen wurde (und wird) oft auch der Name Gay Pride Amsterdam benutzt.
Da die Canal Parade zum Teil kommerzielle Ausmaße angenommen hatte, wurde beschlossen, die Teilnahmegebühren getrennt zu berechnen. Homosexuelle Gruppen und Organisationen bezahlten 100 Euro, Boote von kommerziellen Unternehmen (seit 2006 zum Beispiel von Banken oder politischen Parteien) mussten bis zu 4500 Euro zahlen. Reklame auf den Booten wurde beschränkt, Aktivitäten der AGP mussten „LGBT“-orientiert sein, damit sie in das Programm aufgenommen werden konnten. Ab 1998 wurde der AGP zusammen mit den Gay Games organisiert. Zur Finanzierung der Aktivitäten trägt auch das Sponsoring von Firmen bei. Zur Vermeidung von Pinkwashing soll jedoch eine Prüfung der Spender und Unterstützer aus der Wirtschaft stehen.

## Chronologie

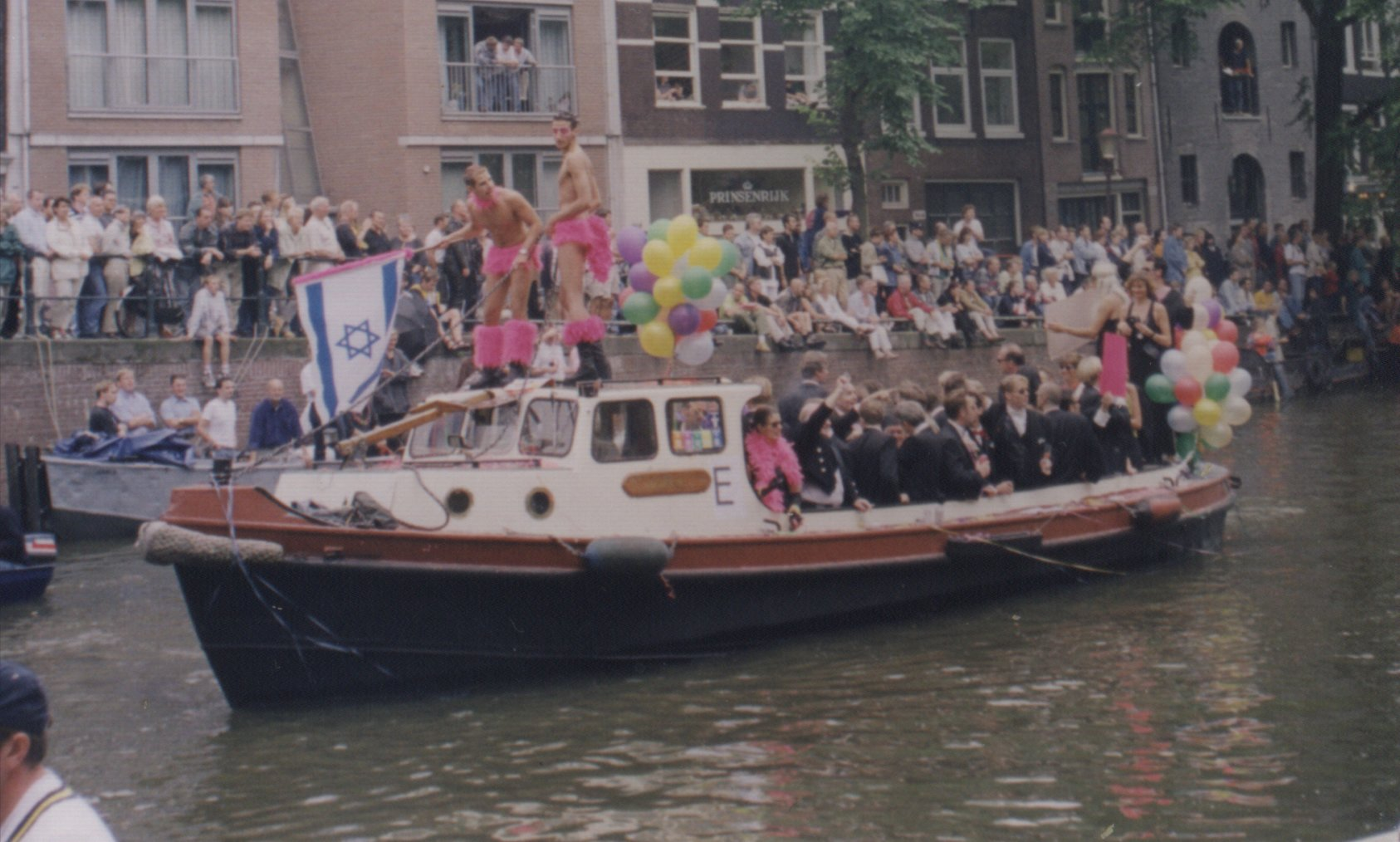
Amsterdam Gay Pride/Gay Games 1998

### 1995 bis 2010
1995: Die Stiftung Gay Business Amsterdam wurde gegründet.
1996: Die erste Canal Parade fand am 3. August statt. Von 1996 bis 2005 erhielt das GBA in total (umgerechnet) 101.600 Euro Subvention von der Gemeinde und zum Teil von einzelnen Stadtbezirken.
1997: Aus organisatorischen Gründen fand 1997 keine Canal Parade statt.
1998: In diesem Jahr wurde die Canal Pride (später: Canal Parade) zusammen mit den Gay Games organisiert. Rund 100 Boote beteiligten sich, darunter zwei Boote von Diskotheken sowie ein Boot mit Mitarbeitern vom „Academisch Ziekenhuis Utrecht“ (Akademisches Krankenhaus Utrecht) und vom GG&GD („Gemeentelijke Geneeskundige en Gezondheidsdienst“, deutsch: Städtisches Gesundheitsamt).
1999: Nach Schätzungen der Polizei waren es nicht mehr nur Zehntausende, die die Grachten und Straßen während der AGB säumten, sondern über 100.000 Zuschauer. Es beteiligten sich mehr Frauen bei den Festivitäten als in den vorhergegangenen Jahren.
2000: Wegen Lärmbelästigung kündigte der Milieudienst (Amt für Umweltschutz) strengere Kontrollen an. Die Organisation Amsterdam Pride war der Meinung, dass die Gemeindeauflagen zu streng wären und damit nur noch eine „schweigsame Bootsfahrt“ („stille tocht“) möglich wäre. Etwa 200.000 Menschen solidarisierten sich mit der Canal Parade. Durch die Menge an Besuchern wurden einige Verkehrsstörungen in der Innenstadt verursacht.
2001: Die Gay Pride bekam einen multikulturellen Charakter. Zum ersten Male fuhren Boote des arabischen Homocafes Habib Ana und von der jüdischen Gemeinschaft Beit Ha‘Chidush mit. Auf dem Boot der Stand-up Comedians Chick with Dicks wurde mit einem Minarett gegen die Aussage eines Imam aus Rotterdam protestiert, der Homosexualität als „Krankheit“ bezeichnet hatte.
2002: Die Canal Parade bekam zunehmend internationale Aufmerksamkeit in den Medien. Ein Boot des Roten Kreuzes beteiligte sich und forderte mehr Toleranz für Menschen mit einer HIV- oder AIDS-Infektion. Freiwillige teilten kostenlose Kondome aus.
2003: Rund 300.000 Besucher kamen zur Parade. Möglicherweise, weil das GBA zu „mehr Nacktheit“ (meer bloot) der Teilnehmer auf den Booten aufgerufen hatte, aus Protest gegen die zunehmende Spießbürgerlichkeit und Prüderie (Vertrutting und Preutsheid) der Amsterdamer Stadtverwaltung.
2004: Die Organisatoren von Gay Pride machten sich wegen steigender Gemeindekosten (für Genehmigungen und Stadtreinigung) Sorgen über die Zukunft der Parade. Sie waren der Meinung, dass die Kosten zu hoch und letztendlich unbezahlbar wären. Der Organisator De Haan protestierte dagegen mit den Worten, dass mehr Nacktheit und weniger Tugendhaftigkeit gezeigt werden sollte („Uit protest roept hij iederen opnieuw op tot meer bloot en ondeugendere boten“). Die Polizei kommentierte dies mit den Worten: „Hier und da pikant, aber nicht vulgär“. Die Anzahl der Zuschauer war auf rund 400.000 angestiegen.
2005: Durch Verzögerung der Gemeindegenehmigungen und Problemen mit der Finanzierung kam es zu Problemen. GBA musste zusätzliche 600 Mitarbeiter für Sicherheitsvorkehrungen sowie 500 Ersthelfer wegen möglicher terroristischer Aktivitäten einstellen. Das erste Boot präsentierte ein großes Foto von zwei iranischen Jugendlichen, welche aufgrund ihrer Homosexualität exekutiert worden waren.
2006: Aufmerksamkeit erregten die Boote von politischen Parteien: GroenLinks und Democraten 66. Zum ersten Male beteiligten sich Boote unter dem Motto Personal Pride – Company Pride von den Firmen Shell, TNT und der ABN-AMRO-Bank. In diesem Jahr wurde der offizielle Name „We Are – Amsterdam Gay Pride“ geprägt. Die Anzahl der Besucher war auf 250.000 zurückgegangen. Das GBA hatte 2006 die Gemeindegenehmigung für die Parade zurückgegeben, da es wieder zu Verzögerungen von diversen Genehmigungen und der Finanzierung der AGB gekommen war. Die Stiftung ProGay übernahm die Durchführung von Amsterdam Gay Pride.

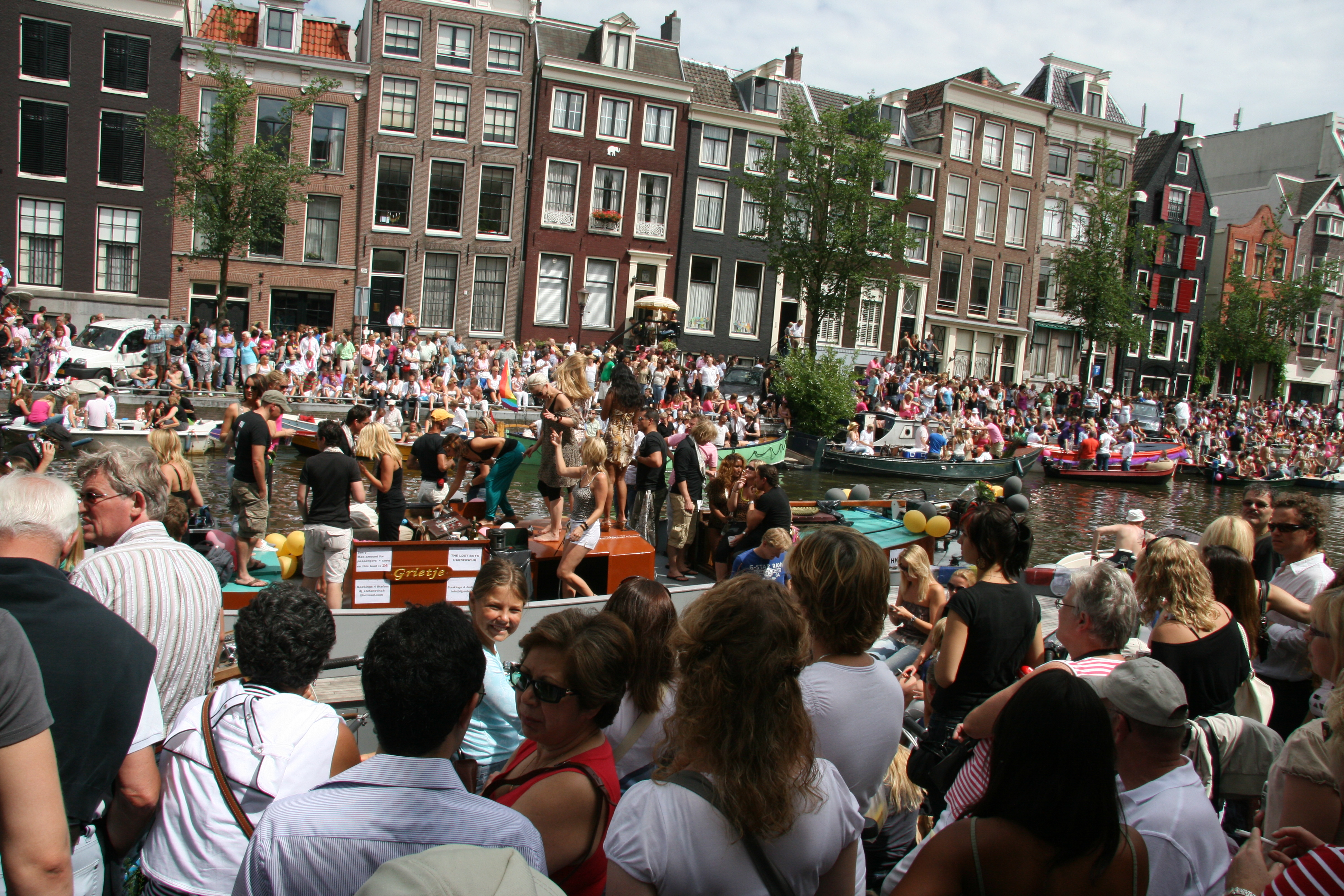
Gay Pride Amsterdam 2009

2007: Zum ersten Male fuhr ein Boot mit homosexuellen Jugendlichen unter 16 Jahren mit, zum Teil in Begleitung ihrer Eltern, und ein Boot mit heterosexuellen Teilnehmern. Die Gemeinde Amsterdam ließ ein neues Logo entwickeln: „We Are Proud“ (Wir sind stolz), um sich als tolerante Stadt zu profilieren. ProGay übernahm den Ausspruch auch für ihre zukünftigen Aktivitäten.
2008: Am 2. August beteiligten sich der frühere Bürgermeister Job Cohen, der Minister Ronald Plasterk und einige Polizeibeamte in Uniform an der Parade. Über 500.000 Zuschauer und Festgänger waren gekommen. Die ING-Bank sowie TNT Express traten als Sponsor auf.
2009: Bei der 14. Canal Parade fuhren 80 Boote mit, den Anfang machte ein Boot der Gemeinde Amsterdam. Die Anzahl der Festgänger wurde auf 56.000 geschätzt. Die Parteien CDA, VVD und Militärangehörige in Uniform beteiligten sich. Um die Stadtbezirke näher bei der Canal Parade einzubeziehen, startete die Bootsrundfahrt in diesem Jahr in Slotervaart. Auf der ersten Brücke, die von den Booten passiert wurde, stand der Anti-Homospruch: „Homo’s gaan naar de hell“ (Homos gehen in die Hölle).
2010: Mit rund 300 verschiedenen Aktivitäten war die Gay Pride das bislang umfangreichste Festival dieser Art. Erstmals fuhr ein African-Pride-Boot mit. Am 6. August fand der Gay-Pride-Sporttag statt und am Nieuwmarkt ein Freiluft-Kino mit Filmen zu African Pride und Euro Pride. Mit CumShots (ein Wortspiel zwischen den englischen Wörtern Samenerguss und Kameraaufnahme) wurde das erste Lesbische Porno-Festival in den Niederlanden gehalten. 175 Organisationen und Gruppen hatten sich angemeldet, 80 Boote nahmen an der Parade teil, darunter ein Boot der Organisation COC mit homosexuellen Jugendlichen bis zu 18 Jahren und der Gewerkschaft FNV.

### 2011 bis heute
2011: Das Thema der Canalparade war dieses Jahr All together now. 80 Boote beteiligten sich, welche in drei Kategorien eingeteilt waren: LBGT-Teilnehmer, Gay Horeca (Gaststätten mit vorwiegend homosexuellem Publikum) und kommerzielle (Banken, Unternehmen etc.) Boote. Die Parade wurde vom ehemaligen amerikanischen Leutnant Dan Choi eröffnet. Er war wegen seiner Homosexualität entlassen worden und fuhr als Ehrengast auf dem Boot des Verteidigungsministeriums (Ministerie van Defensie) mit. Zum ersten Mal fuhr ein Boot der hindustanischen homosexuellen Gemeinschaft mit. Die Universität von Amsterdam (UvA) beteiligte sich ebenfalls zum ersten Mal mit dem Thema: „A Very Gay Education“. Der Vorsitzende F.v. Dalen von ProGay gab bekannt, dass rund 380.000 Menschen die Canalparade besuchten. Bei der Bootparade fuhren dieses Jahr unter anderem mit: das (seit Anfang 2016 insolvente) Warenhaus Vroom & Dreesmann (V&D), Gay Palace Rotterdam, Mitarbeiter der Zeitschrift PROUDmagazine, Eden City Hotels Amsterdam, De Nederlandsche Bank, Stiftung Aids Fonds, Loveland Events BV, Nederlandse Spoorwegen, Stiftung Thai, Gemeinde Amsterdam, Feuerwehr Amsterdam-Amstelland und viele andere mehr. Die Organisation COC startete eine Protestaktion für Unterricht an allen Schulen über Homosexualität und Transgeschlechtlichkeit.
2012: Zum ersten Mal fuhr ein Boot mit türkischen Homosexuellen (Stiftung Elance) mit. Weitere Teilnehmer waren unter anderem die Gemeinde Amsterdam, Stiftung Rotterdam Boot, Gemeinde Almere, Verteidigungsministerium, YouTube und Google, Aids Fonds, Drag Queens United, University Pride. Das Thema der diesjährigen Veranstaltung war On the Move. ProGay und die Homosexuellenorganisation COC hatten den Fußballclub Ajax zur Teilnahme mit einem Boot eingeladen. Der Amsterdamer Club lehnte es jedoch ab. Die Boote fuhren 2012 vom Westerdok durch die Prinsengracht, Amstel, Oudeschans und Oosterdok.
2013: Während der diesjährigen Parade fuhr ein Boot des niederländischen Verteidigungsministeriums mit, so wie schon einmal 2011, diesmal aber mit der Verteidigungsministerin. Viel Aufmerksamkeit der Medien zog auch das Boot des Königlich Niederländischen Fußballbundes auf sich, auf dem eine Riege bekannter ehemaliger Fußballspieler mitfuhr. Es wird geschätzt, dass die Canalparade von rund 300.000 Besuchern besucht wurde, etwa so viel wie im Vorjahr.

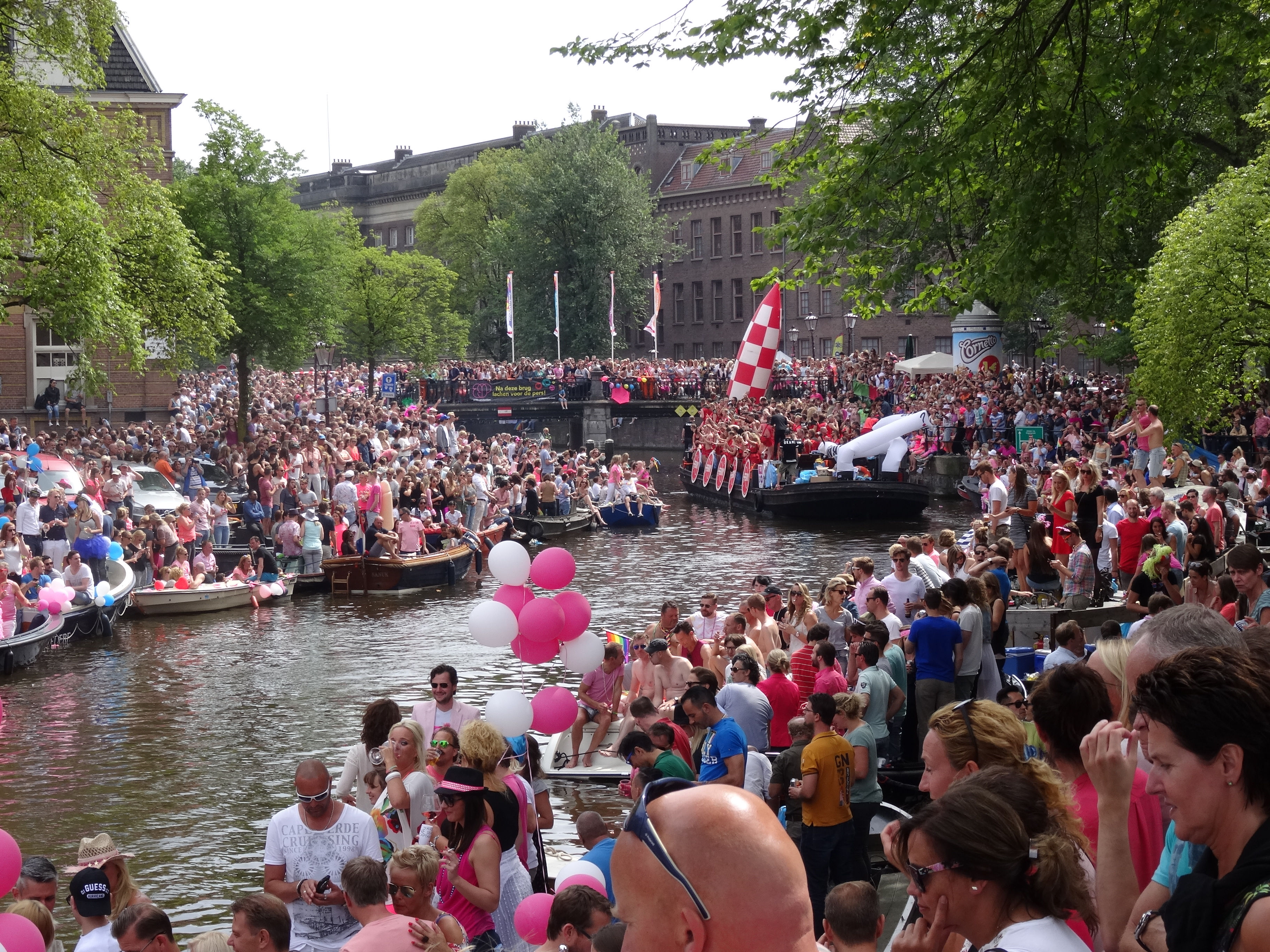
Getümmel auf der Prinsengracht während der Canal Parade 2015

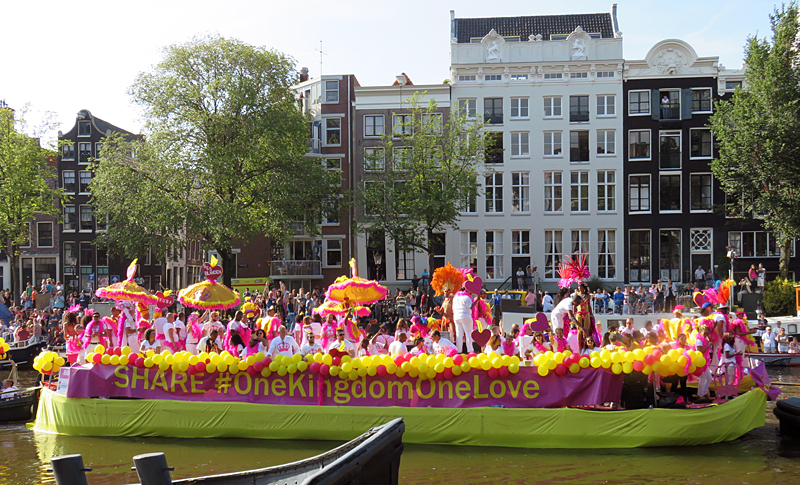
Das „Königreich“-Boot während der Parade 2014

2014: Bei der nun 19. Parade am 2. August 2014 fanden sich wieder ca. 300.000 Besucher ein. Die Polizei legte in diesem Jahr ihren Aufmerksamkeitsschwerpunkt auf Taschendiebstähle. Allerdings wurden keine nennenswerten Vorfälle gemeldet. Die Canal Parade wurde eine Dreiviertestund vorgezogen, um einem erwarteten Sturm auszuweichen. Im Laufe des Zuges begann es dann auch stark zu regnen, aber das eigentliche Unwetter blieb aus.
Die Parade von 80 Booten wurde angeführt von dem Boot der niederländischen AIDS Organisation Aids Fonds die ihrer vor mehr als zwei Wochen zuvor bei dem Unglück des Malaysia-Airlines-Flug 17 ums Leben gekommenen Mitarbeiter gedachten. Mit einigem Abstand folgten dann die festlichen Schiffe, angeführt von dem Boot der Gemeinde Amsterdam mit einem tanzenden Bürgermeister (Eberhard van der Laan) auf dem Vorschiff.
In diesem Jahr gab es auch wieder einige Premieren, so z. B. das marokkanische und das amerikanische Boot. Auch war wieder ein jüdisches Boot dabei.
Das marokkanische Boot richtete die Aufmerksamkeit darauf das Tabu der Homosexualität unter Marokkanern zu durchbrechen. Das US-Boot brachte die Anerkennung gleichgeschlechtlicher Partnerschaften in den Vereinigten Staaten in den Fokus. Das Academisch Medisch Centrum aus Amsterdam fuhr mit einem sogenannten „Spenderboot“ mit. Es ist Bestandteil einer Werbekampagne des Krankenhauses um mehr Spender für ihre stets knappen Eizellen zu finden.
Darüber hinaus gab es wieder viele Boote von verschiedenen Organisationen, die ihre Aufmerksamkeit auf die Sponsoring-Unternehmen richten sollten.
Zwei Gewinner des Eurovision Song Contest waren ebenfalls mit von der Partie: Dana International aus Israel und Conchita Wurst aus Österreich.
2015: Zur zwanzigsten Canalparade wurde der Fokus auf die Situation von Homosexuellen unter den Flüchtlingen und Obdachlosen gelegt. Ebenso wie auf die Homosexuellensituation in den Überseegebiete der Niederlande. Es war auch das erste Mal, als ein „leeres“ Boot, das vom Telekommunikationsanbieter KPN zusammen mit einer 360-Grad-Kamera zur Verfügung gestellt wurde, teilnahm. Mit dieser Kamera und der Direktübertragung konnten so auch Menschen via Internet in der Parade „mitsegeln“. Die Besucherzahl war in diesem Jahr besonders hoch und betrug geschätzt über 560.000 Besucher.

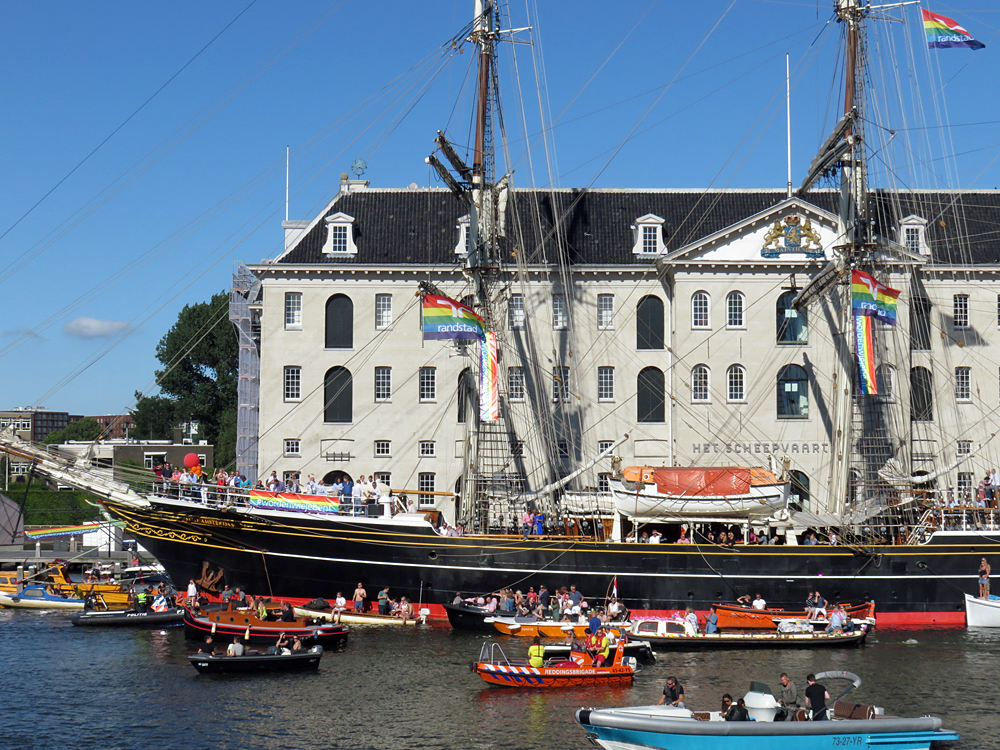
Der Klipper Stad Amsterdam während der Canalparade 2016

2016: In diesem Jahr war nach 22 Jahren wieder die EuroPride zu Gast in Amsterdam. Der Roze Zaterdag fällt dieses Jahr auf den 23. Juli. Zwei Wochen später, am 6. August, fand dann die Canalparade statt. Innerhalb dieser zwei Wochen fanden viele Veranstaltungen im Rahmen der Amsterdam Gay Pride. Ein Boot gedachte der Opfer eines Anschlags in Orlando im vergangenen Juni.
Die Parade zog wie im Vorjahr ca. 560.000 Besucher an. Unter den 80 Wasserfahrzeugen waren auch viele bekannte Namen aus Wirtschaft, Aktivistenkreisen und Politik.
Die Route wurde dieses Jahr ein wenig abgewandelt um auch an dem prächtigen Klipper Stad Amsterdam vorbeizuziehen, welches dieses Jahr am Schifffahrtsmuseum vor Anker lag.
Vorab sind Gerüchte laut geworden, dass auch König Willem-Alexander der Bootparade beiwohnen würde, es stellte sich aber heraus, dass er bei den Olympischen Spielen in Rio de Janeiro weilte.
Aufgrund der zeitgleich stattfindenden EuroPride und den zu erwartenden Besucherzahlen, sowie die Belästigungen durch den mehrtägigen Lärm reichten Anwohner der Altstadt etliche Einsprüche und Klagen beim Bürgermeister ein, wenn auch vergeblich.
2017: Die Boote fuhren in diesem Jahr erstmals in die entgegengesetzte Richtung, dem Uhrzeigersinn folgend. Auch startete die Parade eine Stunde früher als bisher um 13:00 Uhr. Die Parade mit dem diesjährigen Motto „This is my Pride“ begann im Oosterdok nahe dem Het Scheepvaartmuseum. Die Route führte über die Westerdok, die Amstel und die Prinsengracht; 23 Brücken wurden passiert.
In diesem Jahr gab es 118 Anmeldungen zu dieser Parade, wovon aber nur 80 Teilnehmer ausgewählt wurden, die mitfahren durften. Auf den Schiffen fanden einige Tausend feiernde Menschen Platz. Jedoch flammte die Diskussion über das Mengenverhältnis der 'ideellen Boote' zu den 'kommerziellen Booten' erneut auf. Es sind (vorerst) jedoch immer noch weit mehr Wasserfahrzeuge im Zug, die eine ideelle Botschaft, etwa zur Gleichstellung oder Safer Sex, transportieren als Boote, die von verschiedenen Unternehmen mit ihrer Werbung, aber eben auch mit ihren schwul-lesbischen Mitarbeitern auf den Kurs geschickt werden. Dazu übernehmen die Unternehmen die Kosten und sorgen so für eine weithin erkennbare Unterstützung ihrer LBGT-Belegschaft.
Besonders auffallend waren folgende Boote:
Ein Boot zur Prävention von Suizid (Stiftung 113Online), das Boot der Scouting Nederland, ein iranisches Boot, das an die Situation der LGBT in Iran erinnert, allerdings wegen eines organisatorischen Problemen strandete (der Kapitän verließ das Boot), ein marokkanisches Boot (Pink Marrakech) und das Boot von Dolly Bellefleur & friends einer bekannten Amsterdamer Travestiegruppe.
2018:
Auch in diesem Jahr fuhren 80 Boote mit einer Vielzahl verschiedener Themen. Das Motto 2018 lautete „Heroes“ (Helden). Einige der auffälligen neuen Boote waren: Das Schiff der Gemeente Amsterdam, mit der jüngst vereidigten Bürgermeisterin Femke Halsema (ihr Vorgänger Eberhard van der Laan starb überraschend im Oktober vergangenen Jahres), der nationale Ruderverband Koninklijke Nederlandsche Roeibond, welcher auch der Einzige der 76 niederländischen Sportbünde war, der mitfahren durfte, ein Boot der Homosexuellenvereinigung COC Nederland, gewidmet der niederländischen Aktion für Mehrelternhaushalte („meeroudergezinnen“, dem entspräche in Deutschland die Co-Elternschaft mit mehreren Erwachsenen), das iranische Boot mit vielen Flüchtlingen – es durfte zum Ausgleich für das vorzeitige Ausscheiden im letzten Jahr mitfahren, 'Roze in Rood': das Boot der Feuerwehr und 'Roze in Wit': ein 'Ärzteboot' mit Medizinern. Auch waren verschiedene Boote der 'roze sportclubs' vertreten.

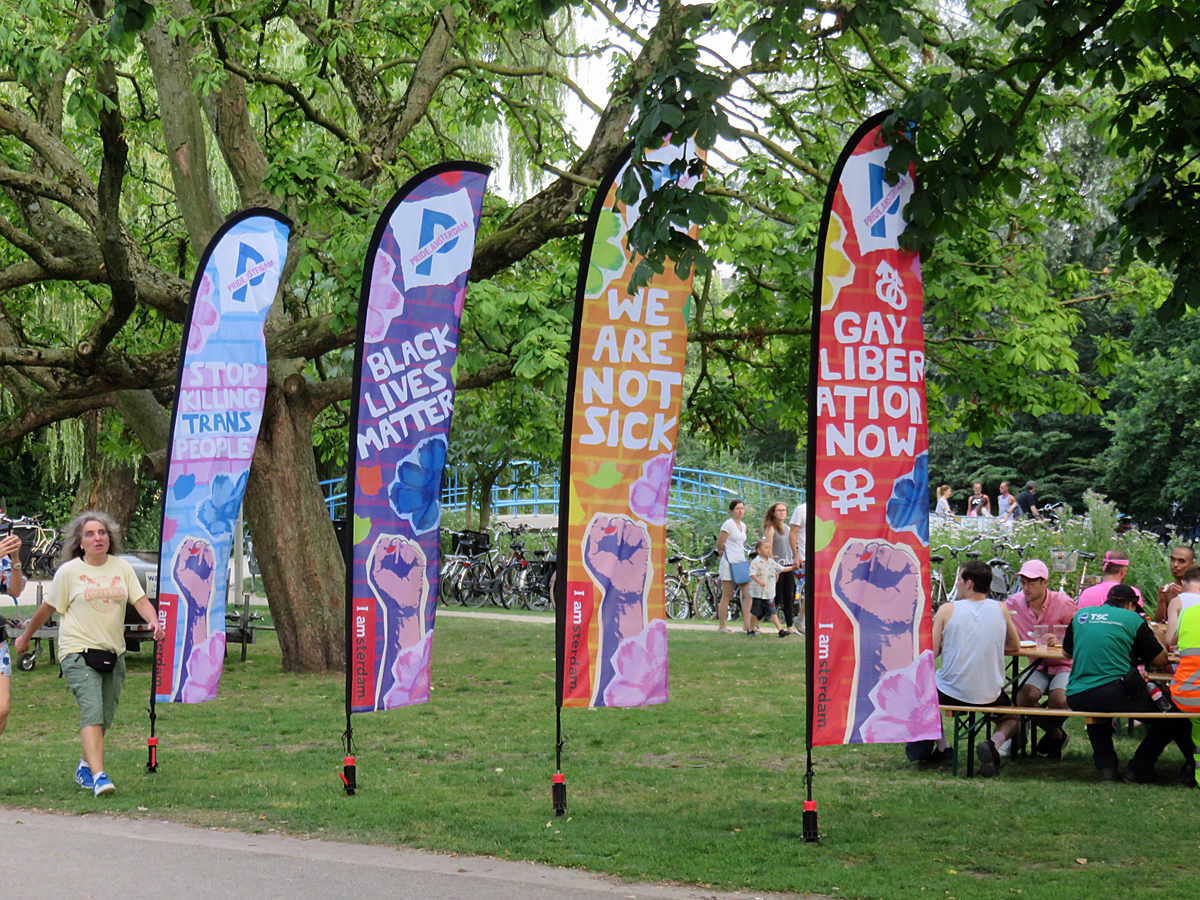
Banner mit Slogans zum Thema „Remember the past, create the future“ der Pride Amsterdam 2019

2019: Das Motto in diesem Jahr war Remember the past, create the future womit an die Stonewall-Aufstände gedacht werden sollte, welche vor 50 Jahren in New York ausbrachen und einen Wendepunkt in der Geschichte der LBGT-Bewegung markierten. In diesem Jahr wurden die Sicherheitsauflagen noch mal erhöht. Aufgrund des großen Andrangs auf dem Wasser, vor allem in der Prinsengracht, wurden nur Boote in die Grachten des Paradewegs gelassen, die eine Erlaubnis dazu bekamen (gekennzeichnet mit der „Pride Vignet“). Auch wurde überlaute Musik, welche den allgemeinen Geräuschpegel der Bootsparade übertönt, verboten. Das Parken von Autos entlang der Kaimauern wurde untersagt, um mehr Platz für die Zuschauer zu schaffen. Allerdings wurden einige Kaiabschnitte mit Zäunen abgesperrt, da man befürchtete, dass es aufgrund des Zuschauerandrangs und des schlechten Zustands einiger Grachtbegrenzungen zu Unfällen kommen würde. Auch in diesem Jahr sahen wieder Hunderttausende von Zuschauern die achtzig teilnehmenden Boote und die Bootsparade verlief ohne Zwischenfälle. Die Parade wurde, wie auch in den Vorjahren, vom Sender AVROTROS und NPO 1 live übertragen.
2020: In diesem Jahr fand das Festival und die Canalparade nicht im bisherigen Umfang statt. Der Grund waren die Beschränkungen aufgrund COVID-19-Pandemie im Königreich der Niederlande, einer Viruserkrankung, deren Verbreitung durch behördliche Untersagung von Großveranstaltungen jeglicher Art begegnet werden sollte. Während die Canalparade ganz ausfiel, hat die Pride Amsterdam sich aber ein Ausweichprogramm ausgedacht, um in Pendemiezeiten doch noch sichtbar zu sein. So wurde vom 25. Juli bis zum 2. August unter dem Namen „The Corona Edition“ ein Alternativprogramm konzipiert: Neben einer neuntägigen Live-Übertragung auf PrideTV und einem Livestream aus dem Koninklijk Concertgebouw war die Pride Amsterdam in den Straßen Amsterdams auch 2020 wahrnehmbar. Dazu gab es die Find-All-Flags Tour, bei der über eine Strecke von fünf Kilometern an bestimmten Punkten homosexueller Geschichte die Flaggen der Pride-Community gezeigt werden, beginnend mit der gigantischen 25 Meter langen Regenbogenfahne am Westertoren, über das benachbarte Homomonument und weiter entlang weiterer LGBT-Orte. Dazu wurde in der Stadt die City-Light-Poster der Außenwerbung mit der Proud Faces Of Pride Kampagne bespielt. Hier waren dutzende Gesichter homosexueller Menschen mit der pinkfarben unterlegten Hashtag-Überschrift „#IAMPROUD“ zu sehen. Auch gab es den Appell möglichst viele Regenbogenfahnen aus dem Fenster zu hängen.
2021: Unter dem Titel „TAKE PRIDE in us“ wurde in diesem Jahr das 25. Jubiläum der Amsterdam Gay Pride zelebriert. Es gab einen Straßenumzug und viele Diskussions- und Tanzveranstaltungen in Sälen, auf Podien und auch in Außenbereichen. Dazu wurden auch viele informative Plakate in der Stadt aufgehängt. Wie im letzten Jahr vorgestellt, wurden auch 2021 mehrere Dutzend „Botschafter“ (Ambassadeurs) benannt, die der Veranstaltung ein prominentes Gesicht geben sollen. Neben dem Organisator Siep de Haan, dem Moderator und Fernsehmacher Sipke Jan Bousema, der fernsehbekannten Polizistin Ellie Lust (wie auch anderen engagierten Polizeibeamten, siehe auch Abschnitt 'Polizeiinitiative für Homosexualität') und der regional bekannten Dragqueen Dolly Bellefleur zeigte neben vielen weiteren LGBT-Personen auch Conchita Wurst Flagge für den Amsterdam Gay Pride.
2022: Unter dem Motto „My Gender, My Pride“ fand zwischen dem 30. Juli und dem 7. August, nach zwei Jahren Pause, die Amsterdam Pride wieder statt. Mit den Hochschulen Amsterdams (UV, VU, HvA) wurde unter dem Namen „Pride University“ ein interaktives Programm angeboten. Am 6. August gab es auch wieder den Höhepunkt, die Bootsparade. Um 12 Uhr starteten 80 Boote am Osterdok und um ungefähr 18:00 Uhr traf das letzte Boot am Westerdok ein. Die Rundfunkanstalt AVROTROS übertrug diese 25. Bootsparade über mehrere Stunden live über die Frequenz des Senders NPO1.
2023
Die Veranstaltungen rund um die Amsterdam Gay Pride mit dem Motto „YouAreIncluded“ fanden vom 22. Juli bis zum 6. August statt. Der Höhepunkt aller Events, die aus Workshops, Konzerten und Begegnungsveranstaltungen (darunter ein spezieller Tag für LGBTQ-Asylbewerber) bestanden, fand am 5. August 2023 mit der Canalparade und tausenden Besuchern, die trotz starker gelegentlicher Regenböen anreisten, statt. Eine Jury mit dem Moderator Cornald Maas (u. a. bekannt vom Eurovision Song Contest) zusammen mit u. a. der Amsterdamer Kulturstadträtin Touria Meliani und der Transgender-Frau Solange Dekker bewertet die teilnehmenden Boote und wählt die Gewinner in den Kategorien: beste Ausführung (das mit Pflanzen beschmückte Boot des Amsterdamer Tierparks Artis, welches Diversität im Tierreich und der Pflanzenwelt zum Them machte), beste Kampagne/Statement (das Vorjahresgewinnerboot „3 Layers“ welches Fragen zu homophober Gewalt behandelte) und die beste Darstellung eines Themas (Das Boot „We Are Family“). Ein bestimmendes Thema des diesjährigen Amsterdam Gay Pride war auch das neue, Geschlechtswechsel vereinfachende Transsexuellengesetz, welches aktuell noch im politischen Prozess feststeckt.
 2024 
Da es nicht gelang eine neue Koordination des Pride zu entwerfen, war der Aufbau der Veranstaltung 2024 derselbe wie im Vorjahr: Unter dem Namen Queer & Pride Amsterdam organisierten sowohl die Queer Amsterdam Foundation (QA, vom 3. Juli bis 4. August) als auch die Pride Amsterdam Foundation (SPA, nur in der Woche vom 27. Juli bis 4. August) ihre jeweils eigenen Aktivitäten.
Der traditionelle Demonstrationszug, der Pride Walk, fand am 20. Juli statt. Allerdings kam es zu einem Eklat, nachdem QA auf Instagram verkündet hatte, dass israelische Flaggen (wegen des Gaza-Kriegs) nicht willkommen seien, was u. a. von Bürgermeisterin Femke Halsema als unzulässig erachtet wurde. Daraufhin zog sich QA als Mitorganisator zurück und überließ der Stiftung Homomonument die Durchführung des Pride Walk. Neben dem Pride Walk organisierte die SPA am 27. Juli eine eigene Parade unter dem Namen Pride March. Dieser führte von Amstelveld zum Vondelpark, wo wiederum unter dem Namen Pride Park eine Vielzahl von Aktivitäten stattfand.
Anlässlich der Pride wurden am 25. Juli am Nieuwendijk und am Rokin auf Initiative der dortigen Wirtschaftsverbände vier provisorische Regenbogen-Zebrastreifen eingeweiht. Der COC organisierte wieder seinen 'Shakespeare Club', diesmal im H’ART Museum im Amstelhof. Diese Veranstaltung durfte dieses wegen Belästigung der Nachbarschaft zum ersten Mal seit 20 Jahren nicht auf dem Amstelveld stattfinden.
Die Canal Parade am 3. August begann am Het Scheepvaartmuseum nahe des Oosterdoks, führte über die Nieuwe Herengracht und Amstel weiter via Prinsengracht bis zu ihrer Auflösung am Westerdok.
Auch in diesem Jahr waren 80 Boote auf dem Wasser, die von lokalen LGBT-Verbänden, dem schwulen Gastgewerbe, rosa Netzwerken von multinationalen Unternehmen und Banken (u. a. Booking.com oder Deloitte) und Regierungsbehörden gestellt wurden. Eine Jury, bewertete die Teilnehmer der Canal Parade. In der Kategorie Design gewann das Boot von Tess van Zwol mit dem Motto „Together We are Golden“. Der Preis für das Boot mit der besten Botschaft ging an Amnesty International, die ihr schwarzes Boot komplett leer ließen, um (mit seitlich angebrachten Textbotschaften) zu zeigen, dass viele Menschen aus der LGBTQIA+-Gemeinschaft weltweit wegen ihrer sexuellen Orientierung oder Geschlechtsidentität verfolgt werden. Der Preis für die beste Darstellung des Themas 'together' ging an das Boot von Gay Expats, das mit 'Unite all Letters' alle Buchstaben (in der Formgebung des Spiels Scrabble) zusammenbringen wollte.

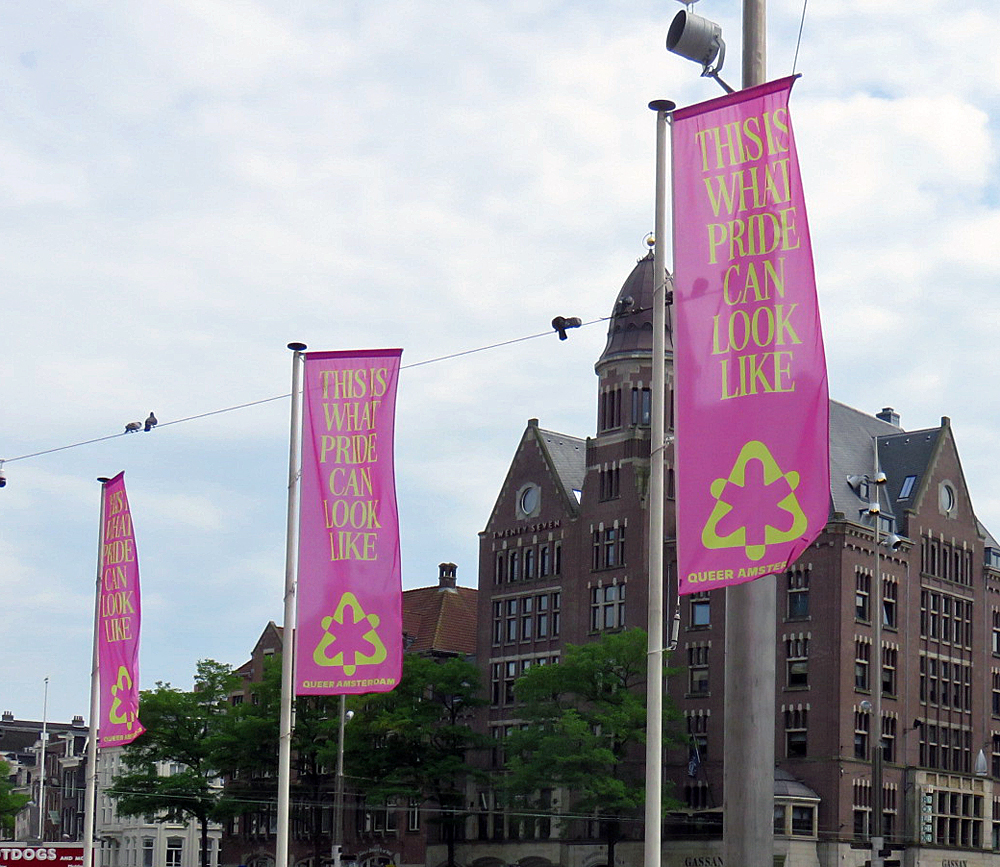
Fahnen mit dem Logo des Queer Amsterdam auf dem Dam
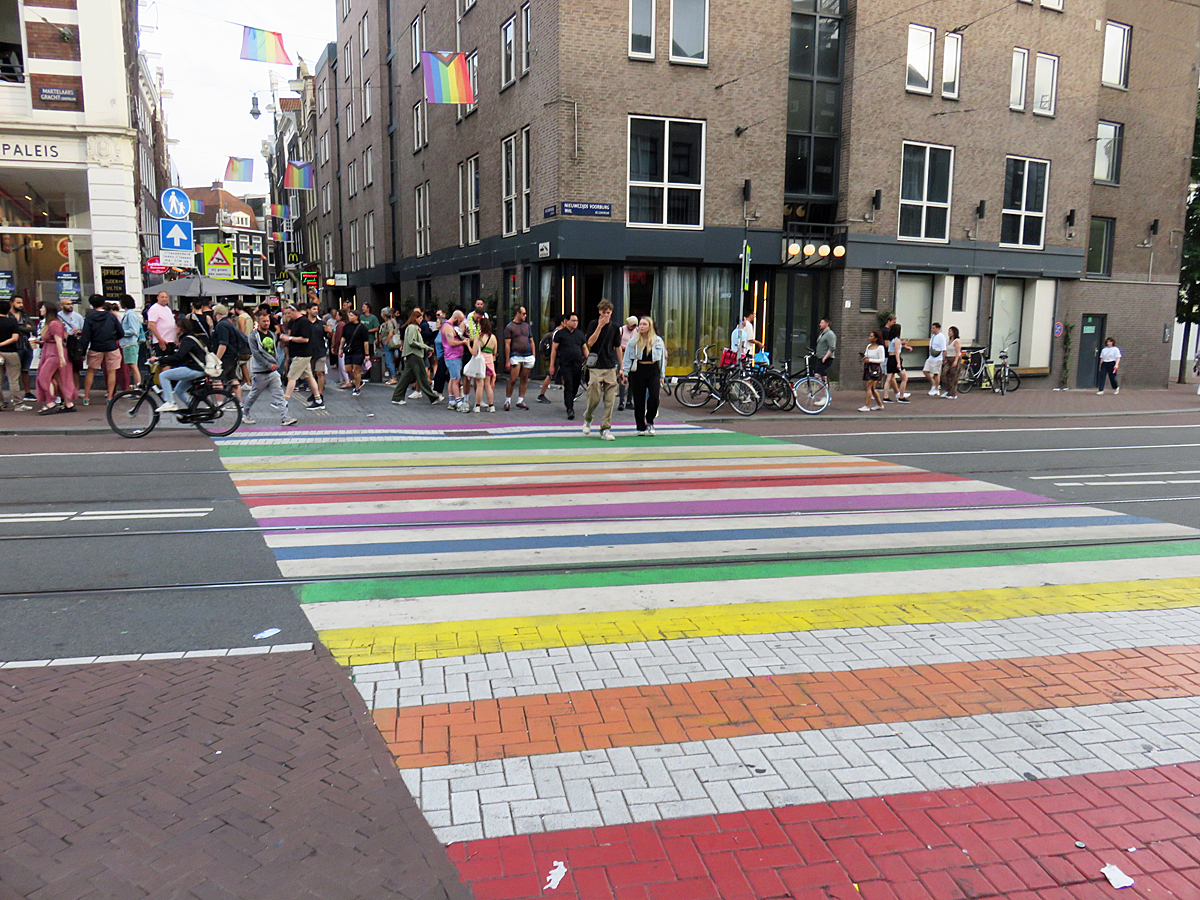
Temporärer Regenbogen-Zebtrastreifen auf dem Nieuwendijk
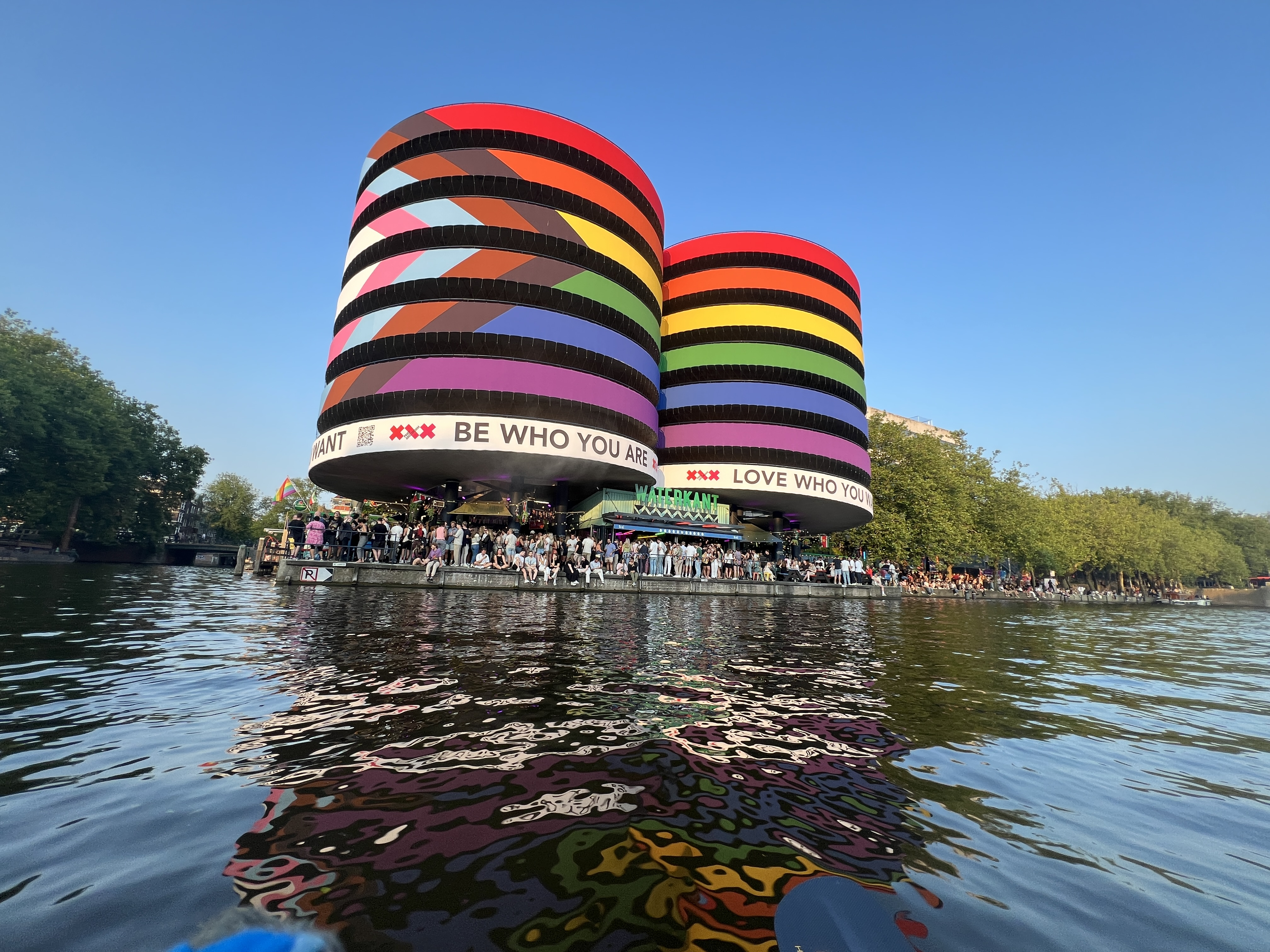
Das geschmückte Parkhaus Europarking, anlässlich der Pride 2024

## Rahmenveranstaltungen
Im Rahmen der AGB finden jedes Jahr in der ersten Augustwoche Veranstaltungen verschiedener homosexueller Gruppierungen und Vereine wie Sport- und Straßenfeste statt (die angegebenen Festival-Aktivitäten beziehen sich auf die Jahre 2005 bis 2011).
Straßenfeste wurden in der Reguliersdwarsstraat, einer Straße mit vornehmlich Homosexuellen-Bars, Cafés und Restaurants, sowie in der Utrechtse- und Paardenstraat gehalten, außerdem am Westermarkt, Amstelveld, Zeedijk, an der Amstel und am Rembrandtplein. Eine Internationale street party fand in Amsterdam-West statt und in Amsterdam-Oost die Caribbean Street Party. Der Coffeeshop Betty Too organisierte die LesBian Pride unter dem Namen Drag King Betty Contest.
Sportveranstaltungen diverser homosexueller Vereine gab es unter anderen im Westerpark, dort fand ein Turnier mit sieben Teams der Homo- und Lesbo Volleyball-Vereinigung statt. The Amsterdam Lowlander Gay Rugby-Club und Smash Amsterdam, die jüngste Gay-Volleyball-Vereinigung, präsentierten sich ebenfalls im Westerpark. Im Marnixbad feierte die Schwimmvereinigung GaySwim ihr Jubiläum. Speziell für Frauen wurde ein Programm mit Wanderungen und einer „Motorroute“ angeboten.
Kulturelle Aktivitäten wurden insbesondere von religiösen Vereinigungen angeboten. Zu Ehren der Gay Pridewurde von der jüdischen Gemeinde Beit Ha'Chidush ein spezialer Pink-Shabbat in der Uilenburger Synagoge gehalten. In der Keizersgracht veranstaltete die „Protestantse Kerk“ (Evangelische Kirche, PKA) und die „Christelijke Homoorganisatie“ (Christliche Homoorganisation) eine Gay Pride-Feier. Die Meinung der PKA war: „…verheugd te zijn dat veel homos und lesbiennes actief zijn in de kerk, als predikant, bestuurder en kerklid“ (deutsch: „…erfreut zu sein, dass viele Homos und Lesben aktiv in der Kirche sind, als Pfarrer, Vorsteher und Kirchenmitglied“).
Mit Pink Ladys on Stage brachte das Internationaal Homo/Lesbisch Informatiecentrum en Archief (IHLIA) in der Öffentlichen Bibliothek Amsterdam (Openbare Bibliotheek Amsterdam) unter anderem Musik, Vorlesungen und Filmvorführungen. Die Vorstellungen wurden abgeschlossen mit LesBian Pride Chill Out. Das IHLIA ist das größte Archiv, Informations- und Dokumentationszentrum mit Bibliothek für LGBT in den Niederlanden und Europa. Beteiligte Sänger waren unter anderen Gerard Joling, Patricia Pay, Astrid Akse, Shary-An Nivillac sowie die Frauengruppe Samba Bumba und die Disk Jockeys Bo Monde, Helene Lepage, Misstrezz, Nudi und Sunrise.

## Polizeiinitiative für Homosexualität
2008 waren bereits Polizisten in Uniform auf einem Boot der Canal Parade mitgefahren. Am 22. August 2008 wurde die Stiftung „Landelijke Homonetwerk Politie“ (Überregionales Homonetzwerk der Polizei, LHP) mit dem Namen Roze in Blauw gegründet („Rosa in Blau“; „Rosa“ steht für Homosexualität, „Blau“ für die Uniformen der niederländischen Polizei). Die LHP ist Ansprechpartner für alle homosexuellen Mitarbeiter der „Roze in Blauw“-Polizei. Alle zwei Jahre findet ein überregionaler Studientag statt, unter anderem mit der Zielsetzung, Homosexualität innerhalb der Polizeiorganisation „erkennbar zu machen“, sowie zur Unterstützung der Euro Gay Police Association (EGPA) und Beteiligung bei Homoorganisationen und Gruppen.

## Auszeichnungen
In den USA wurde der „Amsterdam Gay Pride“ (AGP) 2008 als „bester Gay Pride“ in Europa ausgezeichnet. Im Herbst 2008 gewann der AGP den „Welcom Award“ als „Gastfreundlichste Veranstaltung“ in Amsterdam. 2010 erhielt der AGP in der Kategorie „beste stadspromotie-event“ den Preis für die „beste Stadtpromotion-Veranstaltung“. 2016 fand der AGP unter dem Titel „EuroPride 2016“ statt.

## Weiterführende Literatur
- Rob Tielman: Homoseksualiteit in Nederland: studie van een emancipatiebeweging. (Über die Geschichte der Homosexuellenbewegung in den Niederlanden seit 1911). Uitgeverij Boom. Meppel 1982. ISBN 90-6009-403-4.
- Laurens Buijs, Jan Willem Duyvendak, Gert Hekma: Als ze maar van me afblijven. Een onderzoek naar antihomoseksueel geweld in Amsterdam. („Eine Untersuchung nach Antihomosexueller Gewalt in Amsterdam“), S. 81. University Press, Amsterdam 2008. ISBN 90-8964-086-X. (eingeschränkte Vorschau in der Google-Buchsuche).
- Michael Boulogne, Aart Bode: Gaypride Amsterdam. Uitgeverij Boulogne Images, 2010. ISBN 978-94-90523-01-5
- Christoph Driessen: Schwule in Amsterdam, zur Geschichte der Homosexuellen in Der Spiegel vom 30. Mai 2013